# 동주초등학교 (부산)
동주초등학교는 대한민국 부산광역시 사상구 주례동에 있는 공립 초등학교이다.

## 학교 연혁
- 2009.10.29	인조잔디 운동장 개장
- 2007.08.01	일본 후쿠오카 다테이시 초등학교 교류 방문 시작
- 2004.12.01	동주 한빛관 개관
- 2002.04.01	디지털 도서관 개관
- 1996.03.01	동주초등학교로 개칭
- 1988.03.10	주감국민학교 15학급 분리
- 1983.03.10	주학국민학교 9학급 분리
- 1980.05.10	동주국민학교 개교 ( 43학급 )
- 2024.09.10>>3학년부터 6학년 까지 1인 1악기(3학년 칼림바,4학년 리코더,5학년 단소, 6학년 우쿠렐레)

## 참고 자료
- 동주초등학교 - 한국교육학술정보원 학교알리미